# Troféu Calvià de 2023
A 24.ª edição da clássica de ciclismo Troféu Calvià Palmanova-Palmanova foi uma corrida na Espanha que se celebrou a 25 de janeiro de 2023 sobre um percurso de 151,1 quilómetros na ilha balear de Mallorca . A corrida fez parte do primeiro troféu da Challenge Ciclista a Mallorca de 2023.
A corrida fez parte do UCI Europe Tour de 2023, calendário ciclístico dos Circuitos Continentais da UCI, dentro da categoria 1.1 e foi vencida pelo português Rui Costa do Intermarché-Circus-Wanty. Completaram o pódio, como segundo e terceiro classificado respectivamente, o belga Louis Vervaeke do Soudal Quick-Step e o irlandês Ben Healy do EF Education-EasyPost.

## Equipas participantes
Tomaram parte na corrida 21 equipas: 8 de categoria UCI WorldTeam, 10 de categoria UCI ProTeam, 2 de categoria Continental e a seleção nacional da Espanha . Formaram assim um pelotão de 147 ciclistas dos que acabaram 98. As equipas participantes foram:
| Equipes WorldTeam (8)- Bora-Hansgrohe - Arkéa-Samsic - Cofidis - EF Education-EasyPost - Intermarché-Circus-Wanty - Movistar Team - Soudal Quick-Step - UAE Team Emirates Equipes ProTeam (10)- Burgos-BH - Caja Rural-Seguros RGA - Eolo-Kometa - Euskaltel-Euskadi - Equipo Kern Pharma - Green Project-Bardiani CSF-Faizanè - Human Powered Health - Israel-Premier Tech - Lotto Dstny - Team Flanders-Baloise Equipes Continentais (2)- Electro Hiper Europa - Project Echelon Racing Equipe nacional- Espanha |
| |

## Classificação final
- A classificação finalizou da seguinte forma:[3]

| \| Classificação geral \| Classificação geral \| Classificação geral \| Classificação geral \| Classificação geral \| \| Ciclista \| Ciclista \| Equipe \| Tempo \| \| \| ------------------- \| ------------------- \| ------------------------ \| ------------------- \| ------------------- \| \| 1. \| Rui Costa \| Intermarché-Circus-Wanty \| 3h59m34s \| \| \| 2. \| Louis Vervaeke \| Soudal Quick-Step \| + 0s \| \| \| 3. \| Ben Healy \| EF Education-EasyPost \| + 1s \| \| \| 4. \| Casper Pedersen \| Soudal Quick-Step \| + 3s \| \| \| 5. \| Axel Zingle \| Cofidis \| + 3s \| \| \| 6. \| Carlos Canal \| Euskaltel-Euskadi \| + 3s \| \| \| 7. \| Kobe Goossens \| Intermarché-Circus-Wanty \| + 3s \| \| \| 8. \| Ben Zwiehoff \| Bora-Hansgrohe \| + 3s \| \| \| 9. \| Julian Alaphilippe \| Soudal Quick-Step \| + 9s \| \| \| 10. \| Andrea Bagioli \| Soudal Quick-Step \| + 9s \| \| |                    |                          |          |
| |                    |                          |          |
| Fonte: ProCyclingStats |                    |                          |          |
| Classificação geral |                    |                          |          |
| Ciclista | Ciclista           | Equipe                   | Tempo    |
| 1. | Rui Costa          | Intermarché-Circus-Wanty | 3h59m34s |
| 2. | Louis Vervaeke     | Soudal Quick-Step        | + 0s     |
| 3. | Ben Healy          | EF Education-EasyPost    | + 1s     |
| 4. | Casper Pedersen    | Soudal Quick-Step        | + 3s     |
| 5. | Axel Zingle        | Cofidis                  | + 3s     |
| 6. | Carlos Canal       | Euskaltel-Euskadi        | + 3s     |
| 7. | Kobe Goossens      | Intermarché-Circus-Wanty | + 3s     |
| 8. | Ben Zwiehoff       | Bora-Hansgrohe           | + 3s     |
| 9. | Julian Alaphilippe | Soudal Quick-Step        | + 9s     |
| 10. | Andrea Bagioli     | Soudal Quick-Step        | + 9s     |

## UCI World Ranking
O Troféu Calvià outorgou pontos para o UCI World Ranking para corredores das equipas nas categorias UCI WorldTeam, UCI ProTeam e Continental. As seguintes tabelas são o barómetro de pontuação e os dez corredores que obtiveram mais pontos:
| Posição   | 1.º | 2.º | 3.º | 4.º | 5.º | 6.º | 7.º | 8.º | 9.º | 10.º | 11.º | 12.º | 13.º-15.º | 16.º-25.º |
| Pontuação | 125 | 85  | 70  | 60  | 50  | 40  | 35  | 30  | 25  | 20   | 15   | 10   | 5         | 3         |

| Classificação |                    |                          |        |
| Posição       | Ciclista           | Equipa                   | Pontos |
| ------------- | ------------------ | ------------------------ | ------ |
| 1.º           | Rui Costa          | Intermarché-Circus-Wanty | 125    |
| 2.º           | Louis Vervaeke     | Soudal Quick-Step        | 85     |
| 3.º           | Ben Healy          | EF Education-EasyPost    | 70     |
| 4.º           | Casper Pedersen    | Soudal Quick-Step        | 60     |
| 5.º           | Axel Zingle        | Cofidis                  | 50     |
| 6.º           | Carlos Canal       | Euskaltel-Euskadi        | 40     |
| 7.º           | Kobe Goossens      | Intermarché-Circus-Wanty | 35     |
| 8.º           | Ben Zwiehoff       | Bora-Hansgrohe           | 30     |
| 9.º           | Julian Alaphilippe | Soudal Quick-Step        | 25     |
| 10.º          | Andrea Bagioli     | Soudal Quick-Step        | 20     |